# William Moorcroft
William Moorcroft (Ormskirk, Lancashire, 1767 - Andkoi, Afganistán, 27 de agosto de 1825) fue un destacado explorador inglés al servicio de la Compañía Británica de las Indias Orientales durante el primer tercio del siglo XIX.

## Infancia y educación
Hijo natural de Ann Moorcroft, hija de un agricultor local, fue enviado de niño a Liverpool como aprendiz de cirujano. Sus habilidades con la medicina eran tan espectaculares tanto con animales como con el ganado que los ricos hombres de Lancashire lo mandaron becado a la Facultad de Veterinaria de Lyon, ciudad a la que llegó en 1789. De vuelta a Inglaterra, se instala en Londres, ciudad en la que abre el primer hospital para caballos que hubo en las islas. Ante la amenaza francesa, en 1803 ingresa en la Caballería de voluntarios de Westminster donde conoce a Edward Parry, directivo de la Compañía Británica de las Indias Orientales, quien lo convence para que entre a trabajar en la misma.

## Llegada a la India y primeras exploraciones
Contratado para gestionar las cuadras de caballos de la compañía en la Bengala interior, llega a la India en 1808. Solo tres años después, en enero de 1811, inicia un viaje de más de 2.500 kilómetros hasta los límites del territorio dominado por la Compañía, en busca de buenos caballos para la misma. El viaje lo llevó a Lucknow, capital de Oudh, donde fue recibido por el nabab Sadat Ali Kan, quien llevaba en el trono desde 1798.

## Viaje al Tíbet
Tras regresar a Calcuta, a principios de mayo de 1812 se pone al frente de una expedición de cincuenta hombres que parte en dirección al Tíbet disfrazados todos ellos de peregrinos hindúes, donde permanecerá varios meses, siendo el primer occidental que vio el lago Mana Sarovar, y se dedica a explorar el valle de Cachemira, la mesta tibetana y la cordillera del Himalaya. De regreso por Nepal, son detenidos durante unos meses hasta que en noviembre consiguen regresar a la India británica.